# (78115) Skiantonucci
(78115) Skiantonucci est un astéroïde de la ceinture principale.

## Description
(78115) Skiantonucci est un astéroïde de la ceinture principale. Il fut découvert le 20 juin 2002 à l'observatoire Palomar par Sebastian F. Hönig. Il présente une orbite caractérisée par un demi-grand axe de 3,11 UA, une excentricité de 0,06 et une inclinaison de 9,9° par rapport à l'écliptique.

## Compléments